# Bistrica (Petrovac)
Bistrica es un pueblo ubicado en la municipalidad de Petrovac, en el distrito de Braničevo, Serbia.

## Superficie
Posee una superficie de 20,73 kilómetros cuadrados.

## Demografía
Hasta 2011 la población era de 704 habitantes, con una densidad de población de 33,95 habitantes por kilómetro cuadrado.